# Gruga

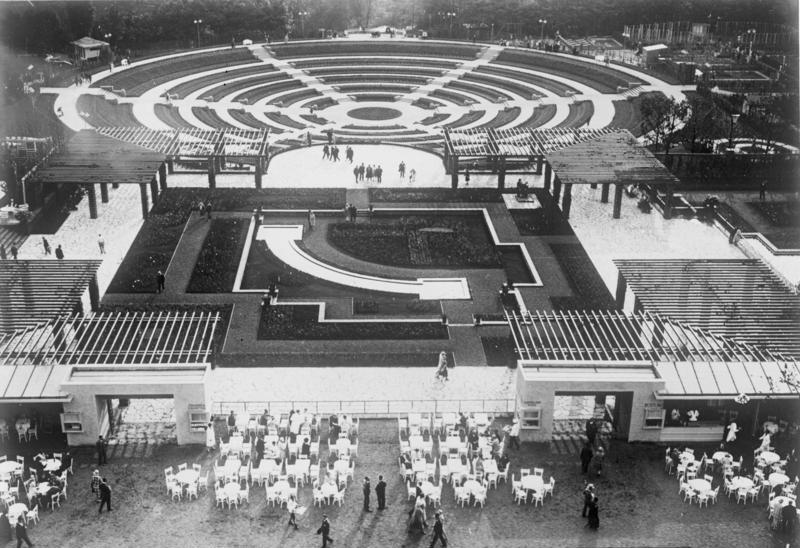
Eröffnung der Gruga im Juli 1929

GRUGA ist die Abkürzung für die Große Ruhrländische Gartenbau-Ausstellung, die 1929 und 1952 in Essen stattfand. 
Zum Areal der Gruga gehören
- der Grugapark mit dem Grugaturm, der Grugabahn und den Skulpturen im Grugapark
- die Grugahalle
- das Grugabad
- die Messe Essen mit dem Atlantic Congress Hotel Essen nordöstlich der Grugahalle, das am 7. Januar 2010 eröffnet wurde. Dieses etwa 30 Millionen Euro teure Messehotel hat 248 Zimmer sowie unter anderem einen 1.200 Quadratmeter umfassenden Konferenzbereich, ein Restaurant mit Außenterrasse, einen Fitness- und Wellnessbereich und eine Tiefgarage.[1]
- das ehemalige Grugastadion von 1963 bis zu seinem Abriss 2001
- ein ehemaliger Rundkurs auf dem Straßendreieck aus Lührmann-, Norbert- und Sommerburgstraße südlich des Grugaparks, dort wurde am 23. September 1951 eine Motorsportveranstaltung für Motorräder und Rennwagen als Rennen um den Grugapreis der Stadt Essen ausgetragen. Eine zweite Rennveranstaltung fand im folgenden Jahr während der zweiten großen Gruga-Ausstellung am 20. Juli 1952 statt.[2]

Siehe auch: Grugatrasse